# Segalstad bru
Segalstad bru är en tätort i Gausdals kommun i Innlandet fylke i Norge. Tätorten som utgör kommunens centralort hade 946 invånare per 1 januari 2012. Orten har fått namnet från bron som förbinder de två tidigare kommunerna Vestre Gausdal och Østre Gausdal.